# تهدید قاتل
تهدید قاتل (فرانسوی: L'Assassin menacé‎) یک نقاشی رنگ روغن از رنه ماگریت نقاش سوررئالیست بلژیکی است که سال ۱۹۲۷ کشیده شد. در این اثر زنی برهنه با دهان پرخون روی نیمکت افتاده و سه سیاه‌پوش در اطراف او به‌چشم می‌خورند. قاتل خوش‌پوش که آمادهٔ ترک صحنه است، با طمأنینه‌ای سادیستی به گرامافون گوش می‌دهد درحالی‌که دو مهاجم سیاه‌پوشِ دیگر با تور و چماق در سرسرا در کمین اویند. سه ناظر نیز از بالکن به صحنه خیره شده‌اند که وجه سوررئالیستی نقاشی ماگریت را پررنگ کرده‌است.